# 孫暘

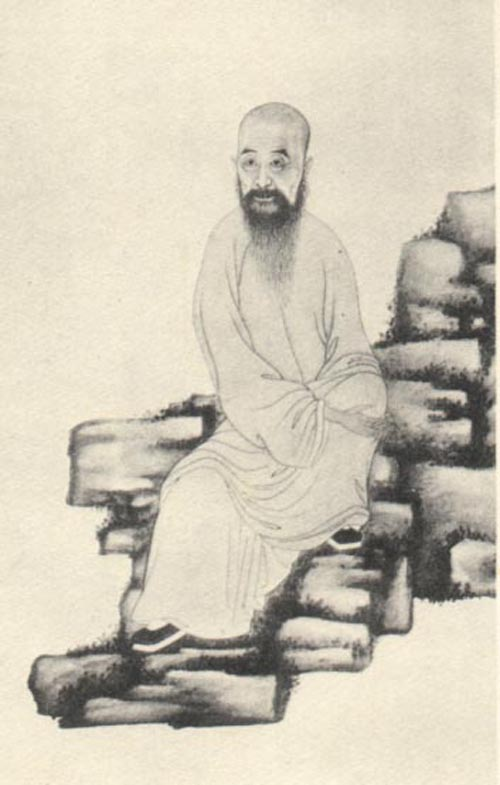
《清代学者象传》第一集之孫暘像

孫暘（?—?），字赤崖，江南常熟（今張家港市鳳凰鎮恬莊）人。
狀元孫承恩之弟，少游文社，丁酉年鄉試中舉，因科場舞弊案牵连，謫戍尚陽堡。康熙帝東巡時，獻頌萬餘言，康熙帝讚嘆不已。赦還。後以詩畫自娛。卒後葬於練塘師古橋。